# Ramón O'Callaghan y Tarragó

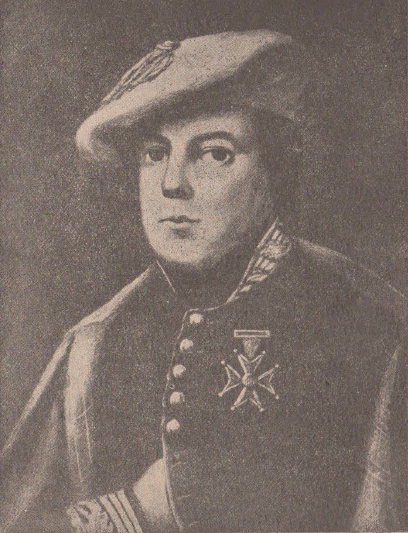
Ramón O'Callaghan

Ramón O'Callaghan y Tarragó (Benisanet, 26 de febrero de 1798 - Montpellier, Francia, 14 de abril de 1844) fue un militar español. 

## Biografía
Era oriundo de una noble familia irlandesa. En 1822 se puso al frente del alzamiento realista en su villa natal de Benisanet (Tarragona), haciendo una violenta campaña contra el Gobierno constitucional, llegando a obtener el empleo de comandante de los voluntarios realistas.
Comprometido en la Guerra de los agraviados o mal contents, en 1827 se vio precisado a emigrar a Francia por causa de su adhesión al infante don Carlos María Isidro de Borbón, y al morir Fernando VII, fue uno de los jefes que con más decisión abrazaron la causa carlista.
Organizó y mandó el batallón 1.° de Mora de Ebro, alcanzando en breve tiempo el grado de coronel y la cruz de San Fernando. Cuando los carlistas fortificaron a Cantavieja, el general Cabrera nombró gobernador de esta plaza a O'Callaghan, quien pasó después con igual cargo a la de Morella. En el tercer sitio de esta plaza, ocurrido en 1838, resistió los ataques del general Oráa, a pesar de disponer de fuerzas muy inferiores en número a las de éste, logrando rechazar todos los asaltos y con seguir la retirada del enemigo, por lo que fue ascendido a brigadier, y siguió en el desempeño de su empleo de gobernador de la plaza hasta el final de la guerra en el Maestrazgo.
Trasladado mis tarde a la de Berga, en Cataluña, no abandonó su puesto a pesar de las difíciles circunstancias por que pasaba el ejército carlista del Principado, sino cuando Cabrera, eclipsada su estrella, en pugna con los suyos y rodeado y acosado sin tregua por numerosas tropas enemigas, hubo de acogerse a la hospitalidad francesa trasponiendo los Pirineos. O'Callaghan, resignado con su suerte, siguió al caudillo tortosino a la emigración, dispuesto a reanudar la lucha y a sacrificarse por los ideales políticos que sirviera con desinterés y entusiasmo, sin compartir la responsabilidad de las medidas de exagerado rigor de su general en jefe.